# Unicaja
Le Monte de Piedad y Caja de Ahorros de Ronda, Cádiz, Almería, Málaga y Antequera (Mont de Piété et Caisse d'épargne de Ronda, Cadix, Almería, Málaga et Antequera), plus connu sous le nom de Unicaja est une banque, une caisse d'épargne et une compagnie d'assurance espagnole, qui constitue la première entité financière d'Andalousie.

## Histoire
La banque fut fondée le 18 mars 1991 par fusion de cinq entités financières de portée régionale : Monte de Piedad y Caja de Ahorros de Ronda, Caja de Ahorros y Monte de Piedad de Cádiz, Monte de Piedad y Caja de Ahorros de Almería, Caja de Ahorros Provincial de Málaga, Caja de Ahorros y Préstamos de Antequera.
Elle fusionne avec Caja España-Duero / Banco CEISS à partir de 2011. En juin 2017, Unicaja lance une augmentation de capital estimée à entre 650 et 840 millions d'euros dans le but de rembourser l'aide de l'État espagnol lors de la fusion avec Caja España-Duero.
En décembre 2020, Unicaja annonce sa fusion avec Liberbank, ce qui évalue la capitalisation de cette dernière à 763 millions d'euros. Les actionnaires d'Unicaja auront 59,5 % du nouvel ensemble qui gérera 110 milliards d'euros d'actifs.
En octobre 2021, Ubicaja, à la suite de sa fusion avec Liberbank, annonce la suppression de 1 500 postes sur les 9 700 qu'il compte, ainsi que la suppression de près de 400 agences sur les 1 400 qu'il détient.

## Structure
Son siège social est établi à Malaga, et son centre de traitement des données est basé à Ronda. Elle est actuellement dirigée par le sévillan Braulio Medel Cámara.
Trois organes internes sont chargés de la gestion de la banque : l'Assemblée générale, le Conseil d'administration et le Conseil de contrôle.

### Réseau
Fin 2007, la banque comptait 907 agences, réparties sur les l'ensemble des provinces andalouses, ainsi que dans les provinces d'Albacete, de Ciudad Real, de Madrid, de Barcelone, de Tolède, de Valence, de Murcie, et dans les villes autonomes de Ceuta et Melilla. 
Unicaja compte par ailleurs ouvrir une agence à Francfort ainsi qu'à Bruxelles. Elle maintient des accords de collaboration avec plusieurs grands groupes bancaires internationaux, qui lui permettent d'assurer une présence dans des pays tels que les États-Unis, le Royaume-Uni, la France ou encore l'Allemagne.

## Communications et assimilés
À l'instar de nombreuses banques espagnoles, Unicaja parraine diverses équipes sportives professionnelles dont le club de basket-ball Unicaja Málaga et le club de volley-ball Unicaja Almería.
Elle constitue d'autre part la plus importante fondation privée à caractère social en Andalousie, avec un budget de 58 000 000 d'euros en 2007 alloué à cette activité. Près de 5 000 000 de personnes bénéficient de ses services en la matière. Elle organise à ce titre plus de 3 800 activités et détient un réseau de 174 centres, dont dix bibliothèques, deux musées, dix salles d'exposition, neuf garderies, cinq résidences pour personnes âgées, cinquante-cinq clubs de retraités, cinq écoles primaires, et deux collèges. Ce secteur de la banque engendre près de 3 000 emplois.